# Kelly Frye
Kelly Frye (Houston, Texas, 6 de diciembre de 1984) es una actriz estadounidense. Es conocida por sus papeles en Mentes criminales: sin fronteras, Mentes criminales, The Flash y Secrets of Sulphur Springs.

## Carrera
Su primera actuación fue en la película Twilight's Grace. Después tuvo pocas apariciones en películas de televisión. Luego apareció en series muy populares como Live, Dr. House, El mentalista, Body of Proof, NCIS: Los Ángeles, Anger Management y The Flash.
En el 2014, Frye comenzó a recibir papeles más recurrentes. Su primer papel recurrente fue como Cindy Beck en Rake. Este fue seguido con apariciones en las telenovelas Hospital General y The Young and the Restless. Luego en el 2006, Frye obtuvo el papel de Kristy Simmons, la esposa del agente Simmons (Daniel Henney en Mentes criminales: sin fronteras, serie derivada de la exitosa serie Mentes criminales. En 2017, después de finalizar Mentes criminales: sin fronteras, su papel de Kristy Simmons fue agregado a la serie original de Mentes criminales, luego que Daniel Henney (Agente Simmons) fue agregado en elenco principal. Ella luego participó en la serie de Disney Channel Secrets of Sulphur Springs.

## Filmografía

### Películas
| Año  | Nombre                    | Personaje | Notas |
| ---- | ------------------------- | --------- | ----- |
| 2008 | Legacy                    | Alison    |       |
| 2009 | Celebrities Anonymous     | Sam       |       |
| 2009 | Chloe and Keith's Wedding | Camarera  |       |
| 2010 | Exquisite Corpse          | Justine   |       |
| 2018 | Danger One                | Valerie   |       |
| 2021 | Doce huérfanos            | Mary Jane |       |
| 2023 | Hypnotic                  | Viv       |       |

### Televisión
| Año       | Nombre                           | Personaje                  | Notas                                         |
| --------- | -------------------------------- | -------------------------- | --------------------------------------------- |
| 2007-2008 | Roommates                        | Heather                    | Serie Web; Papel principal                    |
| 2007      | Burn                             | Laurie Carter              | Película para televisión                      |
| 2009      | Live                             | Azafata                    | Episodio: "Shelf Life"                        |
| 2009      | Celebrities Anonymous            | Sam                        | Serie Web                                     |
| 2011      | Dr. House                        | Vendedora                  | Episodio: "Family Practice"                   |
| 2012      | El mentalista                    | Kati Bauer                 | Episodio: "Cheap Burgundy"                    |
| 2013      | Body of Proof                    | Julie                      | Episodio: "Disappearing Act"                  |
| 2013      | NCIS: Los Ángeles                | Robin Henson               | Episodio: "Unwritten Rule"                    |
| 2014      | Rake                             | Cindy Beck                 | Papel recurrente; 3 episodios                 |
| 2014      | Anger Management                 | Kayla                      | Episodio: "Charlie and the Lap Dance of Doom" |
| 2014      | The Flash                        | Plastique/Bette Sans Souci | Episodio: "Plastique"                         |
| 2014-2015 | Hospital General                 | Ivy Gatling                | Papel recurrente; 5 episodios                 |
| 2015      | NCIS                             | Teniente Kara Gifford      | Episodio: "Viral"                             |
| 2016      | The Young and the Restless       | Michelle Hazelton          | Papel recurrente; 7 episodios                 |
| 2016-2017 | Mentes criminales: sin fronteras | Kristy Simmons             | Papel recurrente; 5 episodios                 |
| 2017-2020 | Mentes criminales                | Kristy Simmons             | Papel recurrente; 8 episodios                 |
| 2018      | Lonely and Horny                 | Drea                       | Episodio: "The Groomsman"                     |
| 2018      | The Family Business              | Lois                       | 3 episodios                                   |
| 2018      | Teachers                         | Gina Meyers                | 3 episodios                                   |
| 2019      | Sydney to the Max                | Maggie                     | Episodio: "Can't Hardly Date"                 |
| 2019      | L.A.'s Finest                    | Shauna                     | Episodio: "Book of Secrets"                   |
| 2019      | All Rise                         | D.D.A. Katie Malick        | 2 episodios                                   |
| 2019      | Best Friend Type                 | Kayla                      | Episodio: Pilot                               |
| 2020      | All The Way To The Top           | Josie Jones                | 3 episodios                                   |
| 2021-2023 | Los secretos de Sulphur Springs  | Sarah Campbell             | Papel principal                               |